# Linie (Bielice)
Linie (deutsch Leine) ist ein Dorf in der Woiwodschaft Westpommern in Polen. Es gehört zur Gmina Bielice (Gemeinde Beelitz)  im Powiat Pyrzycki (Pyritzer Kreis).

## Geschichte
Seit dem 19. Jahrhundert bestanden im Kreis Pyritz der preußischen Provinz Pommern der Gutsbezirk Leine und die Landgemeinde Leine nebeneinander. Im Jahre 1910 zählte der Gutsbezirk Leine 163 Einwohner und die Landgemeinde Leine 100 Einwohner. Später wurde der Gutsbezirk in die Landgemeinde eingemeindet. Die Gemeinde zählte dann im Jahre 1925 381 Einwohner in 73 Haushaltungen und im Jahre 1939 359 Einwohner. Zur Gemeinde gehörten auch die Wohnplätze Forsthaus Leine und Mühle.

## Söhne und Töchter des Ortes
- Bernd von der Marwitz (1661–1726), preußischer Generalmajor und Erbherr auf Leine